# Wesleyanische Kirche von Tonga
Die Freie Wesleyanische Kirche von Tonga (englisch Free Wesleyan Church of Tonga; tongaisch Siasi Uesiliana Tau'ataina 'o Tonga) ist die methodistische Kirche im Pazifik-Königreich Tonga.
Sie hat ihren Hauptsitz in der Centenary Church in der Hauptstadt Nukuʻalofa und bildet mit einem Glaubensanteil von 34,2 % (2021, 2011: 35,5 %) die größte Konfession im Land.

## Geschichte
Die Kirche geht auf die Tätigkeit methodistischer Missionare zurück, die 1822 begann. Schon in der Mitte des 19. Jahrhunderts war die Bevölkerung vollständig christianisiert. 1924 gründete Königin Salote Tupou III. die heutige Kirche durch einen Zusammenschluss zweier Gruppen, die sich 1885 im Streit um eine Selbstständigkeit der methodistischen Kirche im Königreich Tonga getrennt hatten. Bis 1977 war sie eine Konferenz innerhalb der Methodist Church of Australasia; da sie den Zusammenschluss zur Uniting Church in Australia nicht mitvollziehen wollte, wurde sie in die Unabhängigkeit entlassen.
Die Kirche ist Mitglied im Weltrat methodistischer Kirchen und im Ökumenischen Rat der Kirchen.

## Galerie

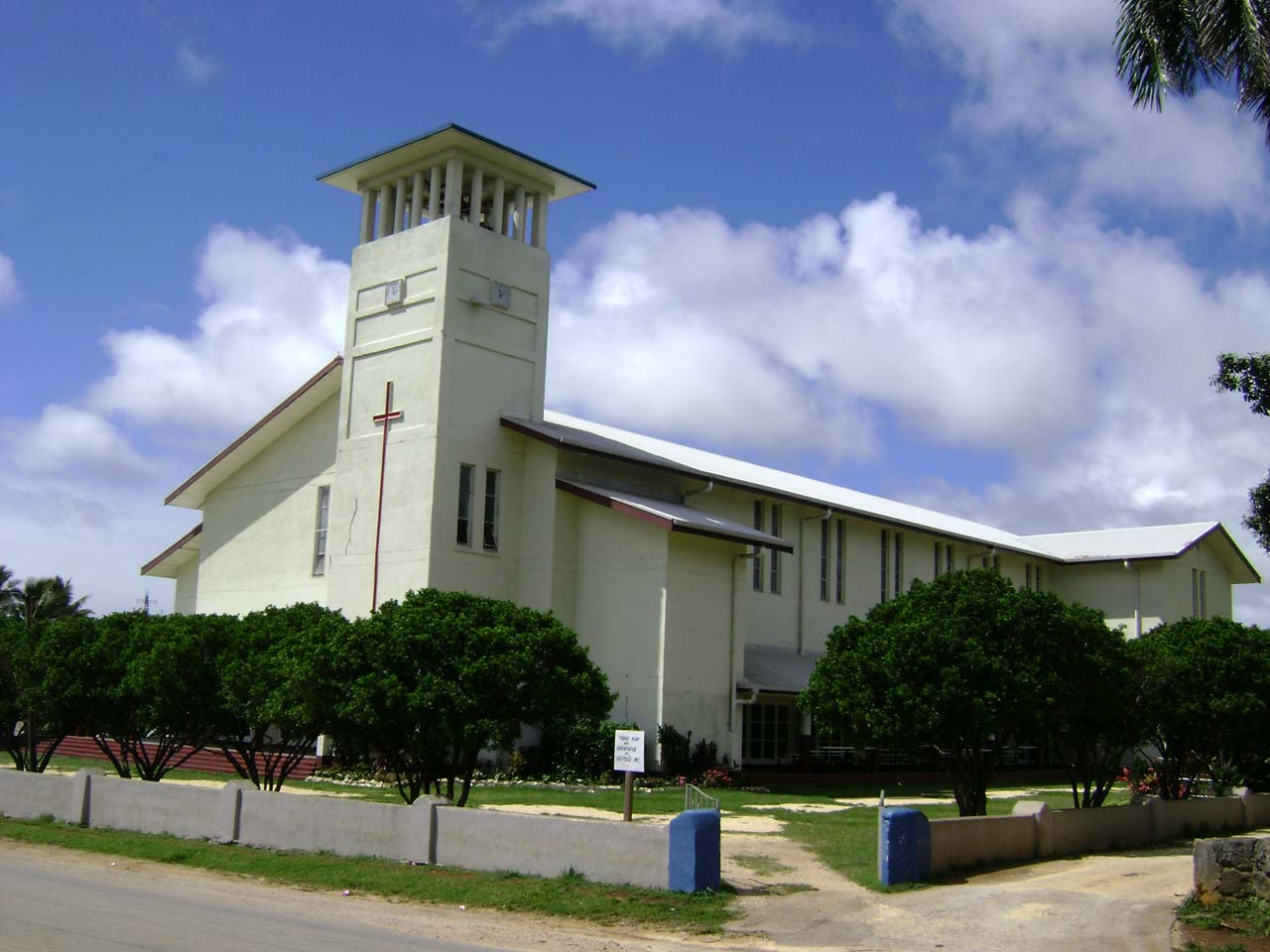
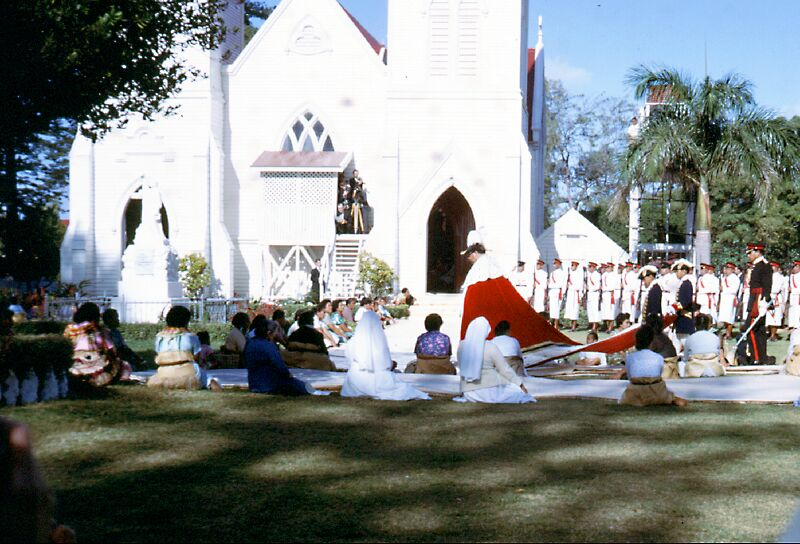